# Michael Keyes (Politiker)
Michael Keyes (* 21. März 1886 in Limerick; † 8. September 1959 ebenda) war ein irischer Politiker.
Keyes gehörte 1927 sowie erneut von 1933 bis 1957 für die Irish Labour Party dem Dáil Éireann, dem Unterhaus des irischen Parlaments, an. Während des 13. Dáil war er Minister für Lokale Verwaltung, im 15. Dáil Minister für Post und Telegraphie. Außerdem ist Keyes als Bürgermeister von Limerick in Erinnerung geblieben.